# معادلة داروين-راداو
في الفيزياء الفلكية، تعطي معادلة داروين-رادو (التي سميت باسم رودولف رادو و تشارلز غالتون داروين) علاقة تقريبية بين لحظة عامل القصور الذاتي لجسم كوكبي وسرعته الدورانية وشكلها. ترتبط لحظة عامل القصور الذاتي مباشرة بأكبر لحظات القصور الذاتي، C. يُفترض أن الجسم الدوار في حالة توازن هيدروستاتيكي وهو شكل سطح كروي. تنص معادلة داروين-راداو على:
{\displaystyle {\frac {C}{MR_{e}^{2}}}={\frac {2}{3\lambda }}={\frac {2}{3}}\left(1-{\frac {2}{5}}{\sqrt {1+\eta }}\right)}
حيث تمثل M و Re الكتلة وتعني نصف القطر الاستوائي للجسم. هنا λ هو معامل داليمبرت وتعرف معامل راداو على أنه
{\displaystyle \eta ={\frac {5q}{2\epsilon }}-2}
حيث أن q  هي الثابت الديناميكي
{\displaystyle q={\frac {\omega ^{2}R_{e}^{3}}{GM}}}
و ε هي التفلطح
{\displaystyle \epsilon ={\frac {R_{e}-R_{p}}{R_{e}}}}
حيث Rp هو نصف القطر القطبي المتوسط و Re هو نصف القطر الاستوائي المتوسط.
حيث الأرض، {\displaystyle q\approx 3.461391\times 10^{-3}} و {\displaystyle \epsilon \approx 1/298.257}، ينتج عنها {\displaystyle {\frac {C}{MR_{e}^{2}}}\approx 0.3313}، تقريب جيد للقيمة المقاسة 0.3307.